# سماره
سْماره یکی از شهرهای صحراوی در منطقهٔ صحرای غربی است که توسط مراکش اداره می‌شود.
این شهر در شهرستان سماره واقع شده و در سال ۱۹۹۹، برابر با ۵۰ هزار نفر جمعیت داشته‌است.

## تقسیمات اداری
شهرستان سماره به چهار بخش، یک منطقه شهری و شش دهستان تقسیم شده است:

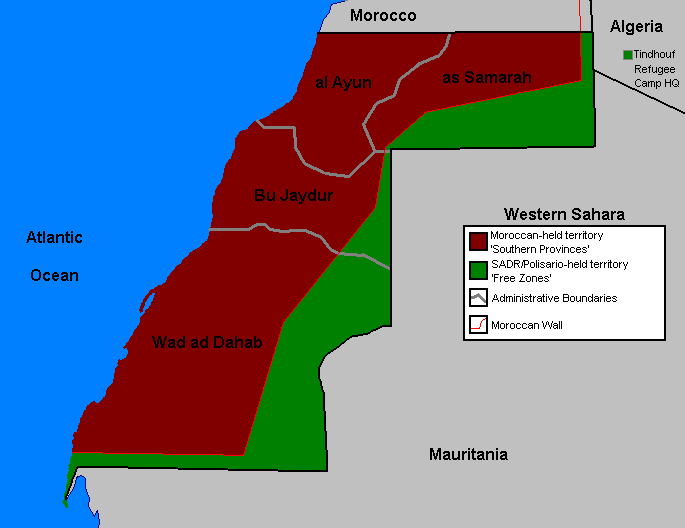
سماره در نقشهٔ صحرای غربی

- بخش اجدیریة .
- بخش أمکالة .
- بخش حوزة .
- بخش تفاریتی .
- منطقه شهری مسارة .
- دهستان الجدیریة .
- دهستان أمکالة .
- دهستان سیدی أحمد العروسی .
- دهستان حوزة .
- دهستان تفاریتی .